# Tatai vár
A Tatai vár Tatán az Öreg-tó partján található vízi vár. Luxemburgi Zsigmond király építtette 1397–1409 között, talán a Lackfi család korábbi erődítményének helyén. A Zsigmond által emelt négyzetes alaprajzú, négy saroktornyos, belső udvaros várnak csak délkeleti szárnya áll, hozzá csatlakoznak a többi rész feltárt alapfalai.

## Története

### A második világháború végéig

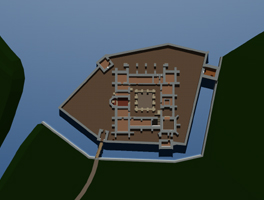
A tatai vár alaprajza

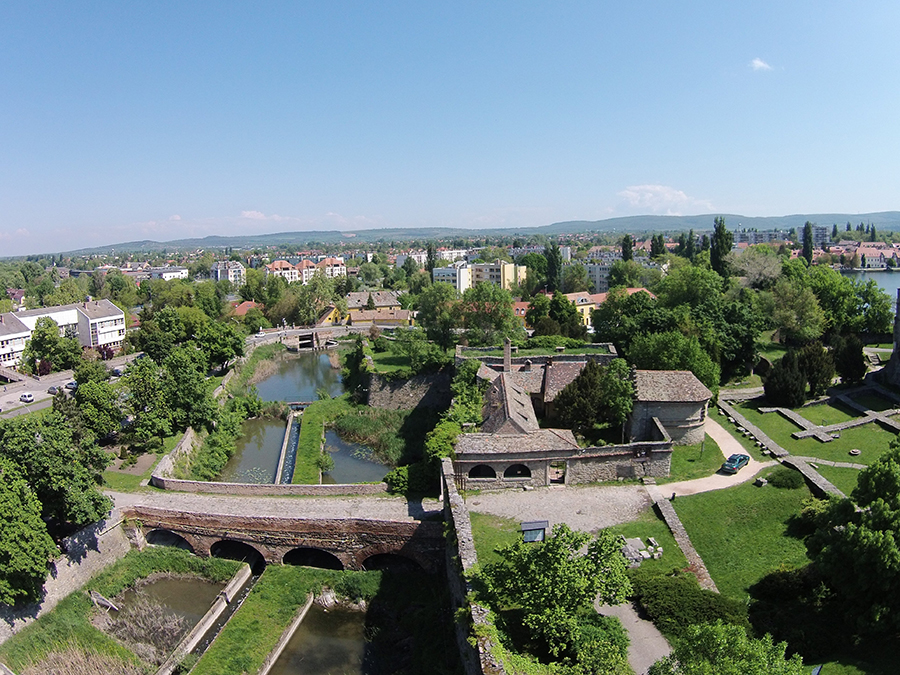
Tatai vár légi fotón

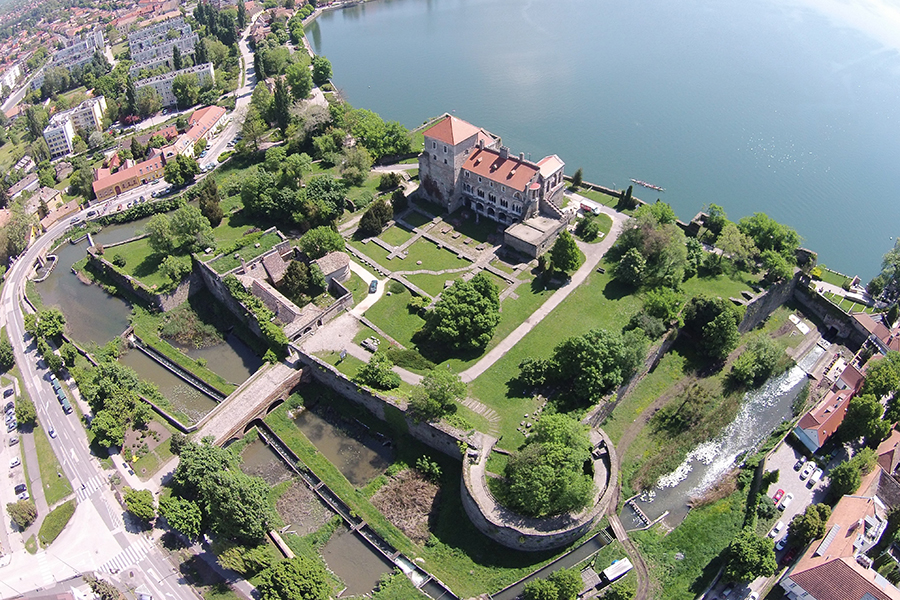
Tatai vár légi felvételen

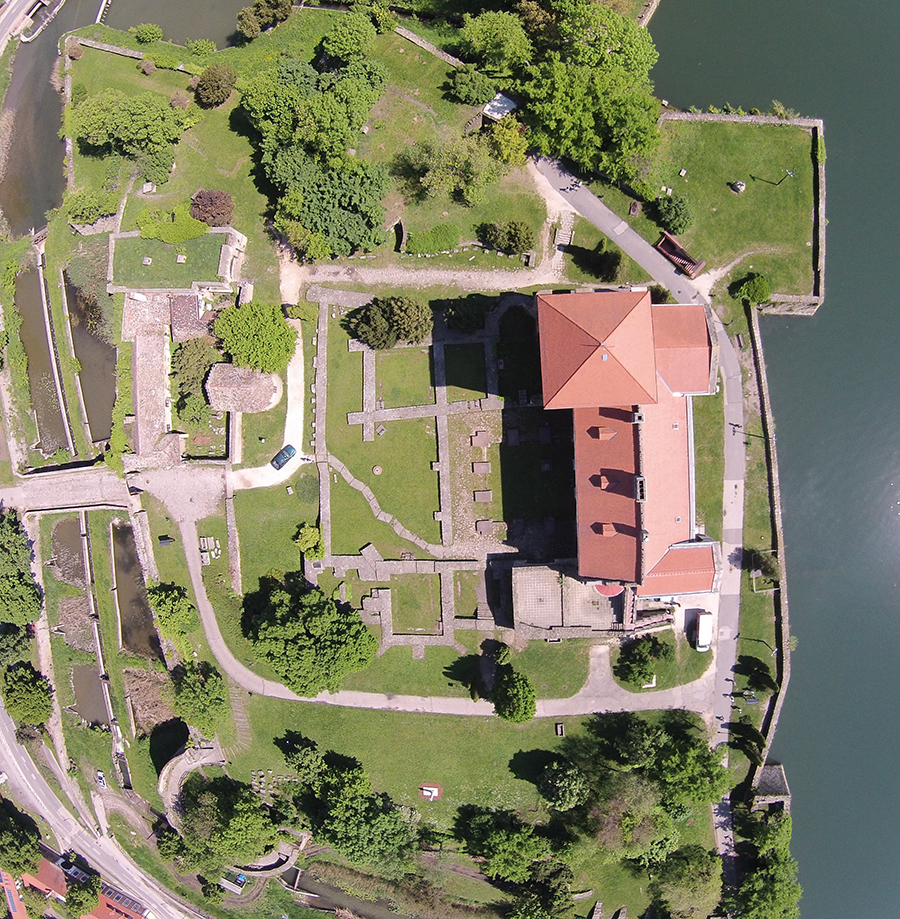
Tatai vár a magasból

Az 1960-as években kezdődött régészeti kutatások eredményei arra utalnak, hogy a 14–15. század fordulóján épült várkastély egy korábbi, vélhetően a 14. század második felében, a terület akkori birtokosai, a Lackfiak által építtetett L alakú, zárt udvarú kis vár alapjain jött létre. Ebből az építési periódusból csupán nagyon kevés számú építészeti töredéket sikerült azonosítani.
E század végén a birtok Zsigmond király tulajdonába került, aki az egyik kedvelt tartózkodási helyéül szolgáló tatai kastélyt 1397 és 1409 között négy saroktornyos, három oldalán beépített, U alakú várrá alakíttatta, amelynek udvarát délnyugat felől támpilléres védőfal zárta. Az északkeleti szárnyon királyi kápolna létesült. A vár körül 12–14 m széles árkot ástak, amelybe a tó vizét vezették, az északi saroktorony mellett pedig új kaputornyot építettek. A délkeleti oldal és a kápolnafalak kivételével az e korból származó épületrészek később elpusztultak, de alapjuk feltárását követően elhelyezkedésük rekonstruálható volt. 
Zsigmond magyar király 1426-ban Rozgonyi Istvánnak zálogosította el a várat, és a Rozgonyiaktól csak I. Mátyás király váltotta vissza 1467 előtt. Az 1470–1480-as években Mátyás az itáliai vízivárak mintájára újjáépíttette az erődítményt: az udvar körül a várat kétszintes kerengőszárnnyal bővíttette, kívül pedig a nyugati sarkon a meglévő mellé egy újabb tornyot, ehhez csatlakozva pedig a vizesárok mentén észak- és délnyugat felől kettős védőfalat emeltetett. A tóra néző délkeleti szárny előtt pompás kilátást biztosító árkádos terasz épült. Mindezeken túl a termek is új, díszesebb belső kialakítást nyertek. Ezek közül szerencsére a 18-19. századi átalakítás során jó néhány építészeti részletet (faragványok, ajtó- és ablakkeretek, kerengőkorlát, kályha- és edénytöredékek stb.) megőriztek, illetve megtaláltak. A Mátyás-kori átalakítással az épület igazi reneszánsz várkastéllyá alakult, ahol a király tavaszonként szívesen megpihent.
Mátyás halála után a várat fia, Corvin János örökölte, akitől 1494-ben II. Ulászló király szerezte meg. Kisebb díszítő munkáktól eltekintve érdemi építkezéseket feltehetően ő már nem végeztetett a várban. A mohácsi csatavesztés után az épület új funkciót kapott: a dunántúli végvárrendszer egyik fontos láncszemét alkotta. A portyázó török csapatok Tata környékét és magát a várat a csatát követően feldúlták, majd Szapolyai kezére adták. Az ország megszállása során az oszmán hadak jelentős pusztítást végezve 1543-ban foglalták el, de a falak lerontását követően üresen hagyták. Legkésőbb 1546-tól már ismét magyar helyőrség állomásozott benne. 1551 augusztus 10-én Kászim budai pasa a mintegy 10 ezer fős hadával körülzárta, de elfoglalni nem tudta. Végül 1558. május 17-én egy meglepetésszerű éjjeli támadás során a törökök elfoglalták, és a tatai védőket mind levágták.

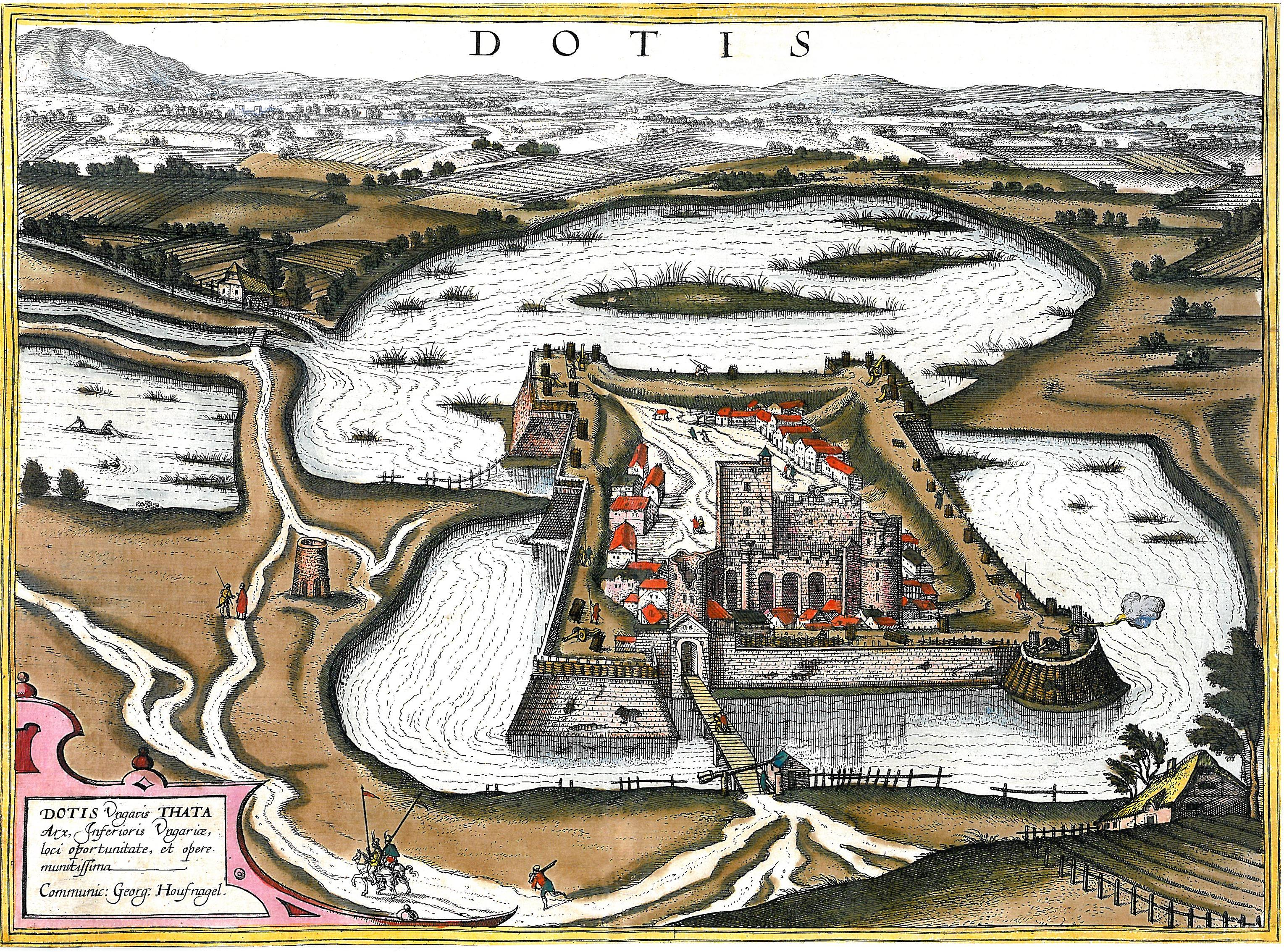
Joris Hoefnagel: Tata vára 1618-ban

Az 1558 óta török kézen lévő várat a Salm győri generális által vezetett, több dunántúli vár visszafoglalásával végződő 1566-os nagy hadjárat keretében szerezték vissza. Ezután, ugyancsak a többiéhez hasonlóan születtek meg a tervek a tatai erőd modern, a kor haditechnikai színvonalának megfelelő végvárrá történő átalakítására. Az erre vonatkozó elképzelések kidolgozása és végrehajtása itáliai hadmérnökök, Giulio Turco és Niccolo Angelini nevéhez fűződik. A külső védelmi rendszer megerősítésére a sarkokon fülesbástyák épültek (1572: déli, Ferrando-, 1577: keleti, Rosenberg-, 1586: Kecske-bástya) és újabb vizesárkot alakítottak ki. Az addig nyitott tó felőli oldalon ezzel egyidejűleg védőfal létesült. A belső vár (a várkastély) jó tüzérségi célpontként szolgáló tornyait a keleti kivételével ekkor bontották vissza. Nem valósult meg a rondella olaszbástyává történő átalakítása és a korábbi belső várárok ugyancsak tervbe vett feltöltése sem.
A vár és közvetlen környezete az 1590-es években újra hadszíntérré változott: 1594-ben beveszi a török, 1598-ban azonban már ismét a keresztényeké, miután Pálffy Miklós főkapitány seregei visszafoglalják. Az elkövetkező 17. század ismét a vár kevésbé mozgalmas időszakai közé tartozik az állapotának fokozatos romlásával, ami az előző századvégi török-Habsburg és az 1605-1606-os Bocskai-féle hatalomátvétel során zajló ostromok, illetve az elmaradó helyreállítási, karbantartási munkák következménye. Az 1620-as évek közepén helyreállított vár 1646-ig a várkapitányok zálogbirtoka volt, majd az uralkodó, III. Ferdinánd gróf Csáky Lászlónak adományozta. Családjának kihalását követően került a tatai várbirtok újra királyi kézbe 1697-ben.

A Kara Musztafa nagyvezírrel az élén utoljára Bécs ellen induló oszmán csapatok 1683-ban elfoglalták és felrobbantották. Két évvel később végleg keresztény kézre jutott az ekkorra romos állapotú és 1699-ben lebontásra ítélt vár, amely 1704-1705-ben kuruc kézen volt, majd a tatai uradalommal együtt 1717-ben szolgálati jutalomként Krapf József tulajdonába került. 

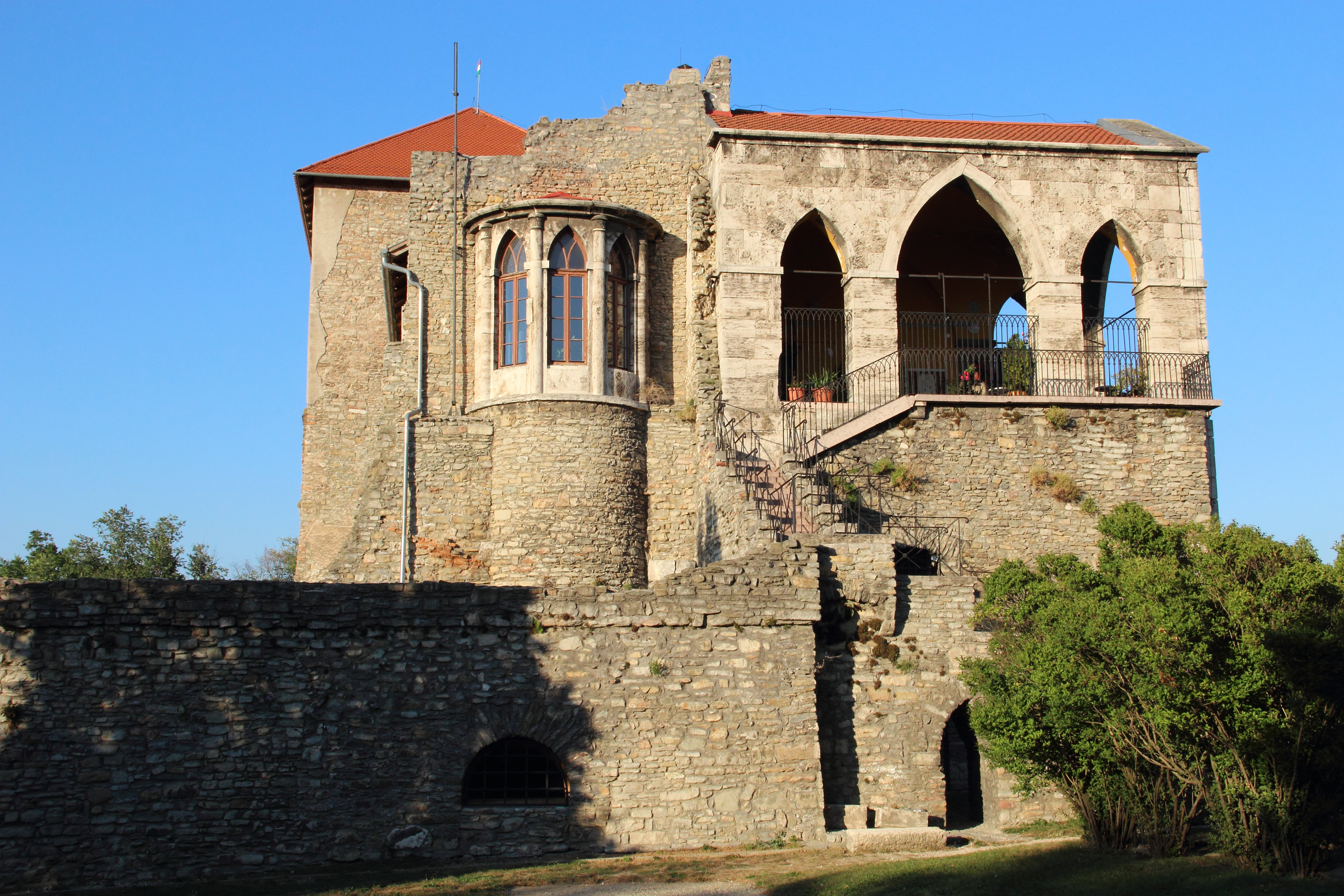
Oldalnézetből

Krapftól 1727-ben galánthai gróf Esterházy József országbíró vásárolta meg, így egészen 1945-ig az Esterházy család tulajdona maradt. Uradalmi építőmestere, Fellner Jakab 1755-ben építette a vizesárkon átvezető, négy nyílású hidat és a végében a vörös márványkeretes kapubejárót, ami máig a vár fő bejárata. Az új kapu és a török kori bejáró közé egy úgynevezett udvarbírói házat építettek börtöncellákkal és börtönkápolnával. Az épület emeleti részeire az Esterházy család levéltára és gyűjteményei kerültek, a földszinten pedig lóistállót alakítottak ki. 1805-ben még öt áristomot (börtönt) is kialakítottak. 

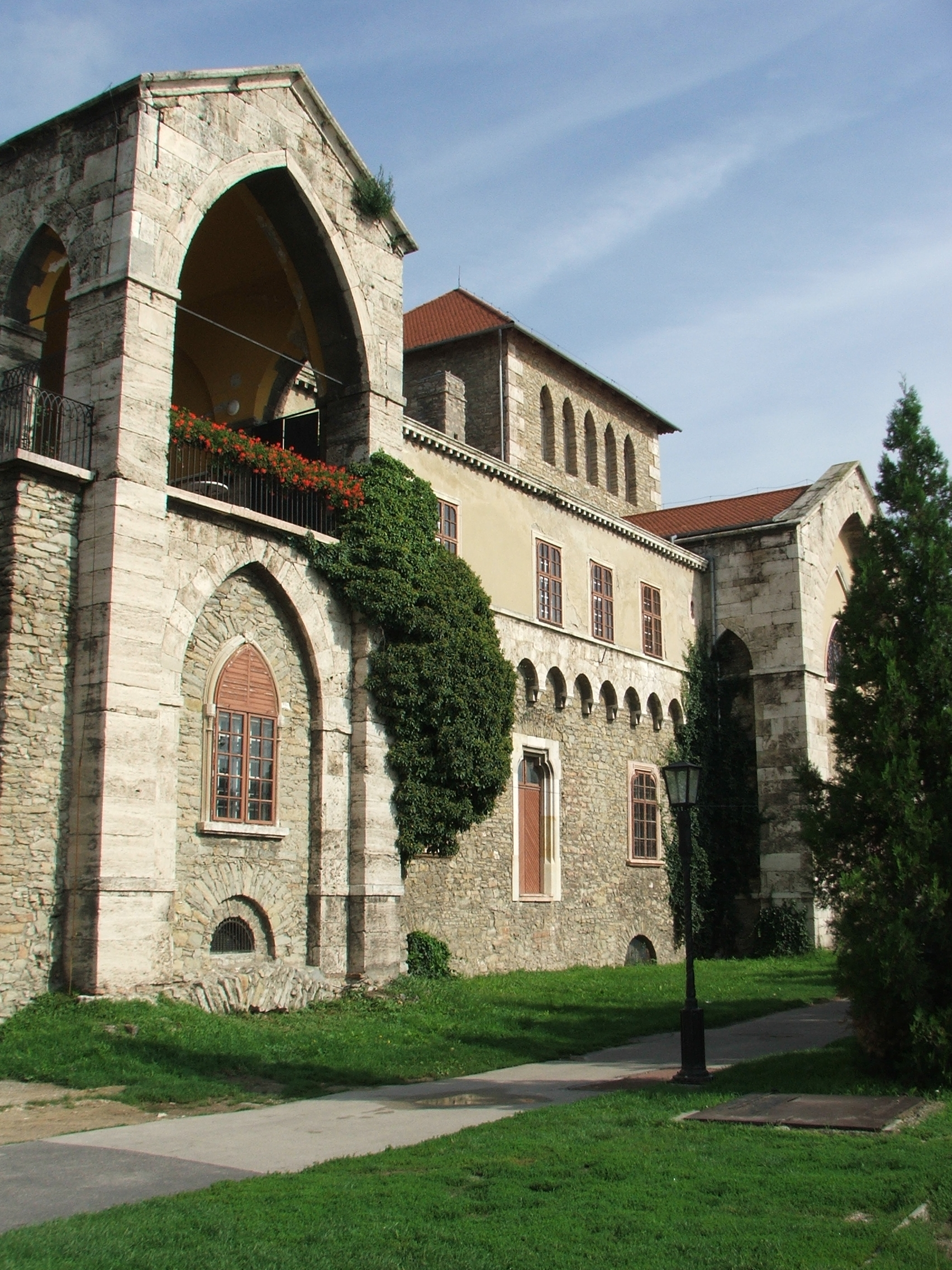
Várrészlet

A 19. század elején tűz pusztított a várban. 1815-ben a várépület megmaradt szárnyát romantikus stílusban átalakították. Az eredeti kápolnafalra ekkor húzták fel a mai torony szintjét. Ekkor készültek a jellegzetes neogótikus ablak- és ajtókeretek, de a kváderes borítású terasz is. A déli oldalon a teraszhoz – az angolkertben is tevékenykedő – Charles Moreau építész tervei alapján egy kis zárt erkély kapcsoltak. 1821-ben a várudvaron új kápolnát építettek, és ebben 1848-ig miséztek a raboknak. 1891-ben a tatai angol kolónia tagjai anglikán templomnak kérték el és kapták meg ezt a kápolnát. 1896-1897-re nyerte el az udvari front a mai képét. A Tatán és környékén tartott nagy császári hadgyakorlatok idejére átalakították az ablakok íveit, és az emeleti ablakokat is az itáliai gótikát idéző módon építették át. Az épület belsejében a 20. század elején új lépcsőket és boltozatokat készítettek. Ez a munka ugyan széles körben tette ismertté, de történelmi hitelének nem használt.

### A második világháború után
A második világháború pusztítását követően a MADISZ (Magyar Demokratikus Ifjúsági Szövetség) Sirály Sportrepülő Szakosztály kapott benne helyet. 1955 óta a várban működik a Kuny Domokos Múzeum, amely a Komárom-Esztergom vármegyei múzeumi szervezethez tartozik. A múzeumot Kuny Domokos keramikusról nevezték el. Az első Tatai Múzeumot 1912-ben Dornay Béla piarista tanár alapította, aki a gimnáziumban az ifjúság részére honismereti gyűjteményt állított össze. 1938-ban katalogizáltan, rendezetten mint Tatai Múzeum szerepelt a piarista rendház helyiségeiben. A tervszerű, muzeológiai alapú gyűjtőmunka 1956 óta folyik.

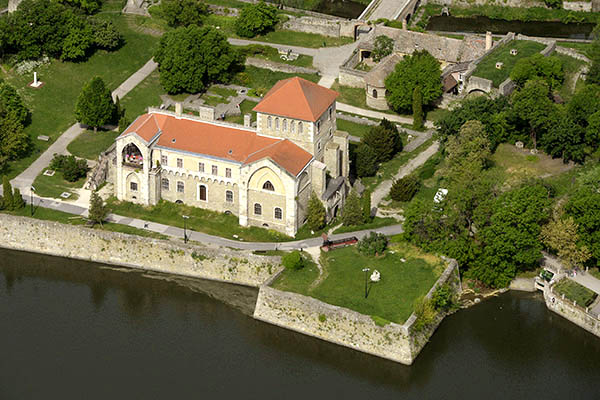
Légi felvétel

1965-ben indult meg a vár ásatása és feltárása. A várárok, a kazamaták illetve a vár kútjának régészeti feltárása még várat magára. 1974-ben a Kuny Domokos Múzeum a vár tíz termében megnyitotta állandó és időszaki kiállításait. 1997-ben nyílt meg a római, Pannónia provincia, Brigetio településéről származó, freskókkal gazdagon díszített belső tér rekonstrukciója, amely teljességével a múzeum Európa-szerte egyedülálló kincse. A vár földszinti kiállítótermeiben még a korábbi kiállítás részeként kialakított római és középkori kőtár, illetve régészeti emlékeket bemutató egységek láthatóak.
2000-ben új tárlat rendezése kezdődött, az épület részleges felújításával, rekonstrukciójával párhuzamosan. A szakaszosan megnyíló új állandó kiállítás már látható részei a tatai fazekasság, a 18. századi és 19. századi mezőváros, és a főúri élet és a fajansz-manufaktúra emlékeit bemutató termek. Érdekes látnivaló a római szoba, amely a Brigetióból származó, falképekkel díszített egykori festett teremnek a teljes rekonstrukciója. A 2. századból származó töredékeket 1961-ben találták Szőnyben, a pompeji stílusú falképek jelenetes mezői, a görög mitológia témáit dolgozzák fel.
A várat 2017-től kezdődően a Nemzeti Várprogram keretében felújítják.